# Fischbachtalbahn
| |                                                                     |                                                  |                                                  |
| Streckennummer (DB): | 3240                                                                |                                                  |                                                  |
| Kursbuchstrecke (DB): | 681                                                                 |                                                  |                                                  |
| Kursbuchstrecke: | 265c (1946)                                                         |                                                  |                                                  |
| Streckenlänge: | 26,5 km                                                             |                                                  |                                                  |
| Spurweite: | 1435 mm (Normalspur)                                                |                                                  |                                                  |
| Stromsystem: | 15 kV, 16,7 Hz ~                                                    |                                                  |                                                  |
| Maximale Neigung: | <15 ‰                                                               |                                                  |                                                  |
| Minimaler Radius: | 253 m                                                               |                                                  |                                                  |
| Streckengeschwindigkeit: | 100 km/h                                                            |                                                  |                                                  |
| Zweigleisigkeit: | durchgehend (nur ein Gleis innerhalb des Bft Wemmetsweiler Rathaus) |                                                  |                                                  |
| |                                                                     |                                                  |                                                  |
| \| \| \| von Saargemünd und von Mannheim \| \| \| \| \| von Bingen (Rhein) \| \| \| \| 0,0 \| Saarbrücken Hbf \| 208 m \| \| \| \| Fischbach \| \| \| \| \| nach Karthaus, nach Rémilly und nach Bous (Saar) \| \| \| \| \| von Karthaus \| \| \| \| 1,7 \| Saarbrücken-Schleifmühle \| 209 m \| \| \| \| Fischbach \| \| \| \| 5,3 \| Neuhaus (Saar) (bis 1985) \| Neuhaus (Saar) (bis 1985) \| \| \| 6,8 \| Franziskaschacht \| Franziskaschacht \| \| \| 9,0 \| Fischbach \| Fischbach \| \| \| 9,5 \| Fischbach-Camphausen \| 258 m \| \| \| 11,2 \| Brefeld (bis 2005) \| Brefeld (bis 2005) \| \| \| \| zur Grube Maybach \| \| \| \| 12,7 \| Quierschied \| 278 m \| \| \| \| von der Grube Göttelborn \| \| \| \| 16,4 \| Merchweiler \| 320 m \| \| \| \| Merchweiler Tunnel (2 × 624 m)[1] \| \| \| \| \| von/nach Lebach \| \| \| \| 18,2 \| Wemmetsweiler (PV bis 2006) \| 314 m \| \| \| 18,8 \| Wemmetsweiler Rathaus (Bft, seit 2006) \| 313 m \| \| \| \| Rathaus-Tunnel \| (54 m) \| \| \| 22,3 \| Schiffweiler \| 283 m \| \| \| \| Abzw Schlawerie \| \| \| \| \| Awanst Hermineschacht \| \| \| \| \| Bundesstraße 41 \| \| \| \| \| von Saarbrücken \| \| \| \| 26,5 \| Neunkirchen (Saar) Hbf (Keilbahnhof) \| 257 m \| \| \| \| nach Bingen (Rhein) \| \| \| \| \| nach Homburg (Saar) \| \| |                                                                     |                                                  |                                                  |
| Strecke |                                                                     | von Saargemünd und von Mannheim                  | von Saargemünd und von Mannheim                  |
| Abzweig geradeaus und von rechts |                                                                     | von Bingen (Rhein)                               | von Bingen (Rhein)                               |
| Bahnhof | 0,0                                                                 | Saarbrücken Hbf                                  | 208 m                                            |
| Brücke über Wasserlauf |                                                                     | Fischbach                                        | Fischbach                                        |
| Abzweig geradeaus und nach links |                                                                     | nach Karthaus, nach Rémilly und nach Bous (Saar) | nach Karthaus, nach Rémilly und nach Bous (Saar) |
| Abzweig geradeaus und von links |                                                                     | von Karthaus                                     | von Karthaus                                     |
| Dienststation / Betriebs- oder Güterbahnhof | 1,7                                                                 | Saarbrücken-Schleifmühle                         | 209 m                                            |
| Brücke über Wasserlauf |                                                                     | Fischbach                                        | Fischbach                                        |
| ehemaliger Haltepunkt / Haltestelle | 5,3                                                                 | Neuhaus (Saar) (bis 1985)                        | Neuhaus (Saar) (bis 1985)                        |
| ehemaliger Haltepunkt / Haltestelle | 6,8                                                                 | Franziskaschacht                                 | Franziskaschacht                                 |
| ehemaliger Bahnhof | 9,0                                                                 | Fischbach                                        | Fischbach                                        |
| Haltepunkt / Haltestelle | 9,5                                                                 | Fischbach-Camphausen                             | 258 m                                            |
| ehemaliger Haltepunkt / Haltestelle | 11,2                                                                | Brefeld (bis 2005)                               | Brefeld (bis 2005)                               |
| Abzweig geradeaus und ehemals nach rechts |                                                                     | zur Grube Maybach                                | zur Grube Maybach                                |
| Haltepunkt / Haltestelle | 12,7                                                                | Quierschied                                      | 278 m                                            |
| Abzweig geradeaus und von links |                                                                     | von der Grube Göttelborn                         | von der Grube Göttelborn                         |
| Haltepunkt / Haltestelle | 16,4                                                                | Merchweiler                                      | 320 m                                            |
| Tunnel |                                                                     | Merchweiler Tunnel (2 × 624 m)                   | Merchweiler Tunnel (2 × 624 m)                   |
| Abzweig geradeaus, nach links und von links |                                                                     | von/nach Lebach                                  | von/nach Lebach                                  |
| Dienststation / Betriebs- oder Güterbahnhof | 18,2                                                                | Wemmetsweiler (PV bis 2006)                      | 314 m                                            |
| Bahnhof | 18,8                                                                | Wemmetsweiler Rathaus (Bft, seit 2006)           | 313 m                                            |
| Tunnel |                                                                     | Rathaus-Tunnel                                   | (54 m)                                           |
| Haltepunkt / Haltestelle | 22,3                                                                | Schiffweiler                                     | 283 m                                            |
| Abzweig geradeaus und ehemals nach rechts |                                                                     | Abzw Schlawerie                                  | Abzw Schlawerie                                  |
| Abzweig geradeaus und nach links |                                                                     | Awanst Hermineschacht                            | Awanst Hermineschacht                            |
| Brücke |                                                                     | Bundesstraße 41                                  | Bundesstraße 41                                  |
| Abzweig geradeaus und von rechts |                                                                     | von Saarbrücken                                  | von Saarbrücken                                  |
| Bahnhof | 26,5                                                                | Neunkirchen (Saar) Hbf (Keilbahnhof)             | 257 m                                            |
| Abzweig geradeaus und nach links |                                                                     | nach Bingen (Rhein)                              | nach Bingen (Rhein)                              |
| Strecke |                                                                     | nach Homburg (Saar)                              | nach Homburg (Saar)                              |

Die Fischbachtalbahn ist eine Bahnstrecke im Saarland von Saarbrücken Hbf nach Neunkirchen (Saar) Hbf und verläuft überwiegend entlang des Fischbaches.

## Geschichte
Anfang der 1870er Jahre begann der Aufschluss der Kohlegruben im Fischbachtal. So entstand 1871 die Grube Camphausen, 1872 die Grube Brefeld und 1873 die Grube Maybach. Schon bei der Planung machte man sich Gedanken über den Abtransport der Kohle. Zunächst war gedacht, die Kohlegruben mit Stichbahnen vom Sulzbachtal aus zu bedienen. Da man hierzu jedoch Tunnel durch den Höhenrücken hätte schlagen müssen, wurde der Plan bald fallen gelassen. Außerdem war die Strecke durch das Sulzbachtal bereits überlastet. Aus diesem Grund fasste man bereits 1866 den Plan, eine Strecke von Neunkirchen durch das Fischbachtal nach Saarbrücken zu bauen. 1873 wurde die Genehmigung zum Bau der Strecke erteilt. Im Februar 1879 konnte man mit der Kohleverladung in der Grube Camphausen beginnen. Am 15. Oktober 1879 wurde dann die Strecke über Brefeld und Wemmetsweiler nach Neunkirchen (Saar) eröffnet. Die Stichbahn zur Grube Maybach wurde am 6. April 1881 eröffnet. Nachdem auch in Göttelborn 1887 die Kohlengrube abgeteuft wurde, entstand von Merchweiler aus die Stichbahn zur Grube Göttelborn, die am 1. Oktober 1891 eröffnet wurde. 1965 wurde die gesamte Strecke elektrifiziert. Nach der Stilllegung der Grube Göttelborn wird die Stichbahn Merchweiler–Göttelborn noch zur Bedienung des Kraftwerks Weiher genutzt.
Da der Personenverkehr jedoch schon seit langem mehr auf Lebach als auf Neunkirchen ausgerichtet war, mussten die Personenzüge immer im Bahnhof Wemmetsweiler die Fahrtrichtung ändern. Um dies zu vermeiden, wurde bereits in den 1990er Jahren eine Verbindungskurve, die so genannte Wemmetsweiler Kurve, geplant. 2003 wurde diese Kurve dann gebaut und der Eisenbahnknoten nach Illingen verlegt. Der alte Bahnhof Wemmetsweiler wurde im Personenverkehr aufgegeben und 2006 durch den neuen Bahnhof Wemmetsweiler Rathaus näher am Ortskern ersetzt.
Die Straßenbrücke der Landesstraße L128 in Wemmetsweiler wurde im Zuge der städtischen Umgestaltung durch einen 54 Meter langen Tunnel ersetzt.

## Stationen
Der Bahnhof Fischbach-Camphausen und der Haltepunkt Brefeld wurden aufgelassen. Sie lagen beide eher außerhalb der Ortsbebauung hangaufwärts im Süden des recht engen Fischbachtales. Die Bahnsteige und Stationsschilder sind noch vorhanden. Anstelle des Bahnhofs Fischbach-Camphausen wurde ein Haltepunkt weiter nördlich gebaut, der sich zentraler im Ortsteil Fischbach befindet.
Die Empfangsgebäude in Fischbach-Camphausen, Brefeld und Schiffweiler haben eine große Übereinstimmung in ihrer Bauweise – trotz ihrer von der Deutschen Bahn in Saarbrücken unterschiedlich angegebenen Entstehungszeiten. Die Ähnlichkeit ist so groß, dass man hier von einem gemeinsamen Konzept und damit auch wahrscheinlich von nah beieinander liegenden Erbauungszeiten ausgehen kann.
Die Architektur dieser drei Empfangsgebäude zeigt eine Strömung der Baukunst des 19. Jahrhunderts, die Fachwerkbauweise. Bis etwa 1750 war der Fachwerkbau in der bürgerlichen Wohnarchitektur die dominierende Bauweise in den „germanischen“ Gebieten der Schweiz, Englands, der Normandie und Deutschlands, während in den „romanischen“ Ländern die Steinbauweise vorherrschte. Nachdem in der darauffolgenden Zeit die wenigen neuen Fachwerkbauten verputzt wurden, kehrte man im Historismus zum Sichtfachwerk zurück. Dabei standen allerdings weniger die technisch-konstruktiven Vorteile im Vordergrund, sondern nur die dekorative Gestaltung. Deshalb wurde meistens nur im Obergeschoss oder im Giebel Fachwerkbauweise angewandt. In dieser Hinsicht stellen zumindest die Empfangsgebäude in Schiffweiler und Brefeld eine bemerkenswerte Ausnahme da.

### Grubenbahnhof Fischbach-Camphausen
Der Grubenbahnhof von Fischbach-Camphausen wurde 1879 erbaut und ist mittlerweile aufgelassen. Die Betriebsgebäude müssen im 20. Jahrhundert beträchtlich erweitert worden sein. Die Grund- und Aufrisse aus neuerer Zeit zeigen einen langgestreckten Gebäudekomplex mit zweigeschossigem Kernbau und einer Gaststätte im Norden und den Betriebsräumen im Süden.
Der ursprüngliche Kernbau wies zur Zeit der Grundrisserstellung keine Wartehalle auf, den Hausbahnsteig erreichten die Fahrgäste über einen Durchgang nördlich des Mittelteils, der an der Fahrkartenausgabe vorbeiführte. Heute gelangt man so in die Gaststätte. An die Fahrkartenausgabe wurde ein Stellwerk angebaut. Dass von Anfang an kein Warteraum vorhanden war, ist unwahrscheinlich, da dies normalerweise zur Grundausstattung auch eines Haltepunktes gehörte.
Das Empfangsgebäude ist noch in Besitz der Deutschen Bahn AG, die Züge halten jedoch heute im neu gebauten Haltepunkt Fischbach-Camphausen.

### Brefeld
Das Entstehungsjahr des Bahnhofsempfangsgebäudes Brefeld ist eines der wenigen, das nicht mehr zu ermitteln ist. Der Grundriss zeigt einen rechteckigen Bau mit eingezogenem, vermutlich neuerem Anbau im Süden. Etwa in der Mitte des Hauptgebäudes liegt die Durchgangshalle mit Fahrkartenschalter, die man durch ein Doppelportal betritt und direkt gegenüber wieder verlässt. Im südlichen Teil befinden sich die Dienst- und Betriebsräume mit eigenem Eingang, im Norden der Warteraum mit Schankraum, den Toiletten und einer Küche. Auch heute noch zu sehen ist das Holzgesims zwischen den beiden Geschossen, das mit dem in Fischbach-Camphausen identisch ist.
Heute fehlen der gesamte nördliche Teil und das Stellwerk. Das Fachwerk ist fast überall verputzt bzw. verkleidet worden und nur noch im Erdgeschoss der Straßenseite zu sehen. Das ehemalige Empfangsgebäude wird nicht mehr als solches genutzt.

### Schiffweiler

Bahnhof Schiffweiler, 1914

Der Grundriss des Empfangsgebäudes in Schiffweiler zeigt, dass es auch hier einen Durchgang gab, der am Fahrkartenschalter vorbei auf den Hausbahnsteig führte. Dieser Gang war allerdings in den Kernbau integriert. Östlich davon befanden sich die Diensträume und ein rechteckiges Stellwerk, das heute nicht mehr vorhanden ist.
Der Zugang zum Inselbahnsteig erfolgt durch einen Personentunnel.
Eine Entwurfszeichnung des Bahnhofs Schiffweiler von 1914 zeigt den damaligen Zustand: der Kernbau ist mit dem Gebäude in Fischbach-Camphausen fast identisch. Hier wurden Erd- und Obergeschoss in Fachwerkbauweise errichtet. Die Türen besitzen auf dieser alten Ansicht noch segmentbogige Abschlüsse, die 2000 nicht mehr zu sehen waren. Im Osten schlossen sich die eingeschossigen Güterhallen an, die ebenfalls in Fachwerkbauweise errichtet worden waren. Westlich befand sich ein eingeschossiger Anbau mit vier Achsen und segmentbogigen Fenstern. Der Entwurf wurde wegen der geplanten Erweiterung dieser Nebengebäude erstellt. Der westliche Teil, der später die Gaststätte enthielt, ist wahrscheinlich nicht ursprünglich, wie sich aus seiner massiven Bauweise und der fehlenden Unterkellerung ergab.
Zuletzt war das erste Obergeschoss des Empfangsgebäudes zu beiden Seiten hin mit Schieferplatten verkleidet und auch das Dach ist schiefergedeckt. Die schmalere, eingeschossige Lagerhalle war ziegelgedeckt.
Der Bahnhof von Schiffweiler liegt verkehrstechnisch äußerst ungünstig am Bergfuß des Ortes in völliger Randlage. Das Bahnhofsgebäude entstand erst sehr spät (1914) und wurde ebenfalls zweigeschossig, allerdings in Fachwerkbauweise errichtet. Nach Südosten hin angebaut wurde eine eingeschossige Fachwerk-Güterabfertigungshalle. Anstelle einer Treppe von oben auf den Inselbahnsteig führte der Zugang unter den Gleisen durch, so dass der Bahnhof für den benachbarten Ort Landsweiler-Reden besser erreichbar war (und ist) als für das namensgebende Schiffweiler.
Der Abriss des Empfangsgebäudes in Schiffweiler begann am 8. Dezember 2009. Nachdem er vollzogen wurde, wurde zuerst eine Gabionen-Mauer mit in Stahlnetzen gebündelten Steinen als Abgrenzung zu den Bahngleisen gebaut. Es folgte dann der Bau einer Bushaltestelle für den öffentlichen Nahverkehr und die Schaffung befestigter Parkplätze.